# Raudat at-Tar
Raudat at-Tar (arab. روضة الطار) – wieś w Syrii, w muhafazie Hama. W 2004 roku liczyła 744 mieszkańców.